# Anne Zimmermann
Anne Zimmermann (* 1987 in Mühlhausen) ist eine deutsche Comic-Künstlerin und Illustratorin. Bereits als Studentin war sie an nennenswerten Comicpublikationen beteiligt. Ihr Debütcomic Straßenfunde erschien 2019 beim Hirnkost Verlag.

## Leben und Werk
Anne Zimmermann wurde 1987 in Mühlhausen geboren. Ab 2007 studierte Zimmermann zunächst Kunst, Philosophie und Kommunikationswissenschaften an der Universität Erfurt. Später wechselte sie an die Kunsthochschule Kassel und belegte dort den Studiengang visuelle Kommunikation mit dem Schwerpunkt Illustration und Comic. 2018 absolvierte sie ein Auslandssemester an der Universität Complutense Madrid. Während ihres Studiums war sie Redaktionsmitglied für mehrere Ausgaben der Comic-Anthologie Triebwerk, die von Studenten der Kunsthochschule Kassel gestaltet wird und die seit dem achten Heft 2017 bei Rotopol erscheint. Zur siebten Ausgabe trug Zimmermann beispielsweise den zwölfseitigen Comic Das Wunder von Gottsbüren bei.
Außerdem nahm sie als eine von zwanzig Studenten an dem interdisziplinären Projekt Raus Rein teil. Die Zusammenarbeit entstand gemeinsam mit der der llustrationsklasse der Kunsthochschule Kassel, dem Deutschen Institut für tropische und subtropische Landwirtschaft und Studenten der Agrarwissenschaft, Ethnologie und Geschichte der Universität Kassel. Die Comics und Texte beschäftigen sich mit der Geschichte der ehemaligen Deutschen Kolonialschule für Landwirtschaft, Handel und Gewerbe, die 1898 in Witzenhausen gegründet wurde, um die Studenten auf ein Leben in den deutschen Kolonien vorzubereiten. Von Zimmermann stammt der Beitrag Kameraden, der in den 1930er Jahren spielt. Sie illustriert die Briefe eines Schülers und dessen Vater, in denen die beiden schildern, wie der Junge von seinen Mitschülern drangsaliert wird. Die schwarz-weißen Bilder erinnern an Holzschnitte. Die Geschichten erschienen im Mai 2016 als Printausgabe beim avant-verlag.
Als ihre Abschlussarbeit zeichnete sie den Comic Omen mit 160 Seiten Umfang. Sie befasst sich darin mit dem Untergang der antiken Maya-Zivilisation. Um das Jahr 900 v. Chr. erkennt eine Priesterin die Anzeichen des nahenden Untergangs, allerdings finden ihre Warnungen kein Gehör. Seit ihrem Abschluss arbeitet Zimmermann als freiberufliche Comic-Künstlerin und Illustratorin. Von 2019 sie bis 2020 war sie Meisterschülerin bei Hendrik Dorgathen.
Zimmermanns Debütcomic Straßenfunde erschien im September 2019 beim Hirnkost Verlag. Der Sachcomic entstand als Auftragsarbeit zum 30-jährigen Bestehen von Gangway, einem Verein für Straßensozialarbeit in Berlin. Zimmermann illustriert darin den Arbeitsalltag von Streetworkern des Vereins, gleichzeitig erklärt sie einige Begriffe und Grundsätze der Straßensozialarbeit. Sie führte Gespräche mit den Streetworkern von Gangway, unter anderem über deren praktische Erfahrungen und theoretische Grundlagen, und begleitete sie bei ihrer Arbeit in verschiedenen Stadtteilen von Berlin. Der Comic verbindet Querschnittsthemen sozialer Arbeit mit Anekdoten aus der Straßensozialarbeit und macht damit den Arbeitsalltag der Streetworker in Berlin erlebbar, wodurch ein subjektives Bild entsteht.
Seit 2021 ist sie als Illustratorin an der digitalen Erweiterung des Projekts Stolpersteine von Gunter Demnig beteiligt. Stolpersteine NRW wird vom Westdeutschen Rundfunk betrieben und soll einen „interaktiven Zugang zum Thema Nationalsozialismus“ bieten, etwa mit Hilfe kurartierter Routen und interaktiver Karten.
Von September bis Oktober 2023 hatte sie als Stipendiatin des Hessischen Literaturrats und ALCA Nouvelle-Aquitaine einen Aufenthalt in der Villa Valmont (Lormont) und in der Residenz von Les Plumes de Léon (Saint-Léon-sur-Vézère, Dordogne).

## Auszeichnungen
Als Teil der Redaktion der Anthologie Triebwerk 6 wurde Zimmermann 2014 mit einem Max-und-Moritz-Preis für die „beste studentische Comicpublikation“ ausgezeichnet.
Im Jahr 2017 war sie für den Hans-Meid-Preis für Buchillustration nominiert.
Für Straßenfunde erhielt sie 2023 einen GINCO Award in der Kategorie „Bester Sachcomic“. Für die Jury zeigen die „einfühlsame Darstellung der Personen und auch das sehr praxisnahe Eintauchen […] in die Thematik“ ein Engagement, das über eine reine Auftragsarbeit hinausgehe.
Im gleichen Jahr wurde sie als Mitglied des Illustrationsteams von Stolpersteine mit einem Grimme Online Award bedacht.